# ネクロノミコン断章
ネクロノミコン断章（ネクロノミコン だんしょう）は、ラヴクラフトの創造した架空の魔道書『ネクロノミコン』が実在したら、というコンセプトをもとにジョージ・ヘイによって編集された一種の洒落本である。日本では、学習研究社より翻訳されたものが、ハードカバー新書版「魔道書ネクロノミコン」の一項目として収録されている。
16世紀の魔術師ジョン・ディーの暗号文書を解読したら、20世紀に書かれたH・P・ラヴクラフトのフィクション小説群に登場する魔術書と同じことが書かれており、この暗号文書こそネクロノミコンでありネクロノミコンは実在したのである、というトンデモ体裁をとっている。
ネクロノミコン断章は一種の遊び心で出されたものだが、ロバート・ターナーのような本職のオカルティストや、オカルト関連の論評を数多く手がけるコリン・ウィルソンらの手が加わったため、徹底的な歴史考証や隠秘学的検証が加えられ、本格的な儀式の手順や神秘的な呪具の紹介など、ほぼ現存する魔道書に匹敵する体裁にまで整えられた。
未公開分があったが、後に『ルルイエ異本』として発表された。つまりネクロノミコンの一部がルルイエ異本の名前で公開されている。

## ネクロノミコン断章に登場するアイテムなど

### アイテム
バルザイの偃月刀
旧支配者ヨグ＝ソトースの召喚などに用いる儀式用の青銅製の偃月刀。
イブン＝グハジ(イブン＝ハジ)の粉末
不可視の神話生物を可視にする事が出来る粉末。
ズカウバの燻香
神話生物を捕らえて操る儀式のために用いる燻香。

### 結印
儀式に使用するための結印（ジェスチャー）。いずれも左手によって行う。
ヴーア（ヴール）の印
旧支配者へ祈祷の際にするべき印。
キシュの印
次元の門を開くための印。
コスの印
次元の門を封じるための印。
古の印（旧神の印とも。同名の刻印もある。）
神話生物が避けていくという印。

## 書誌情報
- 『魔道書ネクロノミコン』 ジョージ・ヘイ編、コリン・ウィルソン序文、大瀧啓裕訳、1994年8月23日発行、学習研究社〈学研ホラーノベルズ〉、ISBN 4-05-400387-7。